# جاده ئی۰۳ اروپا
جاده ئی۰۳ اروپا (به انگلیسی: European route E03) یکی از جاده‌های اصلی قاره اروپا است که در کشور فرانسه قرار دارد.
این جاده که از شهر شربورگ-اکتوویل شروع شده در شهر لا روشل به پایان می‌رسد و ۴۵۹ کیلومتر مسافت دارد.